# ティヌス・デュプレッシー
ティヌス・デュプレッシー（Tinus du Plessis、1984年5月20日 - ）は、ナミビアのラグビーユニオン選手。

## プロフィール
- ナミビア(当時は南アフリカ共和国)・ウィントフック出身[1]。
- ポジションはフランカー(FL)、ナンバーエイト(No.8)。
- 身長 188cm、体重 108kg
- ナミビア代表通算キャップ数は53でラグビーワールドカップ2007・ラグビーワールドカップ2011・ラグビーワールドカップ2015のナミビア代表に選ばれた[2]。

## 略歴
コーニッシュ・パイレーツ、ロザラム・ティタンズ、ウェルウィッチアス、ワスプス、ウェルウィッチアス、ロンドン・スコティッシュFCを経て、2016年、ウェルウィッチアスに復帰。
2018年、現役を引退した。